# Заозерний (Юргинський округ)
Заозе́рний (рос. Заозёрный) — селище у складі Юргинського округу Кемеровської області, Росія.

## Населення
Населення — 532 особи (2010; 490 у 2002).
Національний склад (станом на 2002 рік):
- росіяни — 94 %